# Lyroglossa
Lyroglossa es un género de orquídeas de hábitos terrestres. Tiene dos especies. Es originario de América desde México a Brasil.

## Descripción
Este género se distingue de otros en la subtribu, probablemente, debido a la ausencia de hojas, transformadas en brácteas a lo largo de la inflorescencia, y el saliente labelo cubierto con gruesas venas. La inflorescencia es una espiga que tiene muchas flores espaciadas.

## Distribución y hábitat
El número de especies existentes es discutible, es probable que  sólo sea una especie única muy variable, ya que se produce de diferentes áreas discontinuas de América. Es una planta herbácea de hábitos terrestres y habitan en los campos arenosos descubiertos. En Brasil existe en varios estados en el noreste, sureste y centro-oeste, a 1400 metros.

## Evolución, filogenia y taxonomía
Fue propuesto por Rudolf Schlechter en Beihefte zum Botanischen Centralblatt 37 (2): 448 en 1920, caracterizado por Lyroglossa grisebachii (Cogn.) Schltr., descrito por primera vez Spiranthes grisebachii Cogn. en el año 1895. 

### Etimología
El nombre del género proviene del griego lira, lira, y glossa, lengua, refiriéndose al formato del labio sus flores.

### Especies
1. Lyroglossa grisebachii (Cogn.) Schltr., Anexos Mem. Inst. Butantan, Secç. Bot. 1(2): 27 (1921).
2. Lyroglossa pubicaulis (L.O.Williams) Garay, Bot. Mus. Leafl. 28: 333 (1980 publ. 1982).